# هدلی، ایست همپشر
هدلی (به انگلیسی: Headley) یک روستا و محله مدنی در بریتانیا است که در ایست همپشر واقع شده‌است. هدلی ۵٬۶۱۳ نفر جمعیت دارد.